# ۱۲۳۳ (خورشیدی)
۱۲۳۳ هزار و دویست و سی و سومین سال هجری خورشیدی است.